# Fußball-Verbandsliga Sachsen-Anhalt (Frauen)
Die Frauen-Verbandsliga Sachsen-Anhalt ist die höchste Spielklasse auf dem Gebiet des Fußballverbands Sachsen-Anhalt. Seit Einführung der 2. Frauen-Bundesliga zur Saison 2004/05 stellt die Verbandsliga die vierthöchste Spielklasse im deutschen Ligensystem der Frauen dar. Im August 2023 sicherte sich das Unternehmen Humanas die Namensrechte an der Liga für zwei Jahre.
Die Liga hat keine feste Sollgröße, in den vergangenen Jahren nahmen acht bis zehn Mannschaften an ihr teil. Der Meister qualifiziert sich für die Aufstiegsrelegation zur Regionalliga Nordost; die zwei letztplatzierten Vereine steigen in die Landesliga ab.

## Teilnehmer der Saison 2024/25
In der vergangenen Saison nahmen folgende Mannschaften teil:
- SG Dabrun-Jessen
- SG Einheit Halle
- Hallescher FC
- FC Halle-Neustadt
- 1. FC Magdeburg II
- SSV Besiegdas 03 Magdeburg
- SG Union Sandersdorf
- Germania Wernigerode

## Meister
Die folgenden Auflistungen enthalten nur die Meister seit der Saison 2003/04. In den Spielzeiten 2012/13 bis 2014/15 und 2018/19 wurde die Liga als Sachsen-Anhalt-Liga zunächst geteilt in zwei Staffeln ausgetragen. 2014 und 2019 wurde der Landesmeister durch ein Finale mit Hin- und Rückspiel ermittelt; 2015 fand eine Meisterrunde aus den sechs besten Teams statt. Die Saisons 2019/20 und 2020/21 wurden aufgrund der COVID-19-Pandemie vorzeitig abgebrochen. 2020 wurde der Meister dabei mit der Quotientenregelung ermittelt.

### Liste der Meister
- 2003/04: SV Altenweddingen
- 2004/05: SV Rot-Schwarz Edlau
- 2005/06: VfB Sangerhausen
- 2006/07: SV Rot-Schwarz Edlau
- 2007/08: SV Rot-Schwarz Edlau
- 2008/09: SV Rot-Schwarz Edlau
- 2009/10: Magdeburger FFC II
- 2010/11: Magdeburger FFC II
- 2011/12: SV Rot-Schwarz Edlau
- 2012/13: Magdeburger FFC II (Nord)
2012/13: Rot-Schwarz Edlau (Süd)
- 2013/14: Magdeburger FFC II
- 2014/15: SV Rot-Schwarz Edlau
- 2015/16: SV Rot-Schwarz Edlau
- 2016/17: SSV Besiegdas 03 Magdeburg
- 2017/18: SSV Besiegdas 03 Magdeburg
- 2018/19: SV Medizin Uchtspringe
- 2019/20: SV Rot-Schwarz Edlau
- 2020/21: kein Staffelsieger
- 2021/22: SSV Besiegdas 03 Magdeburg
- 2022/23: SG Union Sandersdorf
- 2023/24: SSV Besiegdas 03 Magdeburg
- 2024/25: Hallescher FC

### Rekordsieger
| Platz | Verein                     | Titel | Jahre                                                |
| ----- | -------------------------- | ----- | ---------------------------------------------------- |
| 1.    | SV Rot-Schwarz Edlau       | 9     | 2005, 2007, 2008, 2009, 2012, 2013, 2015, 2016, 2020 |
| 2.    | Magdeburger FFC II         | 4     | 2010, 2011, 2013, 2014                               |
| 2.    | SSV Besiegdas 03 Magdeburg | 4     | 2017, 2018, 2022, 2024                               |
| 4.    | SV Altenweddingen          | 1     | 2004                                                 |
| 4.    | Hallescher FC              | 1     | 2025                                                 |
| 4.    | SG Union Sandersdorf       | 1     | 2023                                                 |
| 4.    | VfB Sangerhausen           | 1     | 2006                                                 |
| 4.    | SV Medizin Uchtspringe     | 1     | 2019                                                 |